# Gokal Pur
Gokal Pur é uma vila no distrito de Ocidental, no estado indiano de Deli.

## Demografia
Segundo o censo de 2001, Gokal Pur tinha uma população de 90 564 habitantes. Os indivíduos do sexo masculino constituem 54% da população e os do sexo feminino 46%. Gokal Pur tem uma taxa de literacia de 58%, inferior à média nacional de 59,5%: a literacia no sexo masculino é de 63% e no sexo feminino é de 52%. Em Gokal Pur, 12% da população está abaixo dos 6 anos de idade.